# Sideridis simplex
Sideridis simplex là một loài bướm đêm trong họ Noctuidae.